# Coleta seletiva

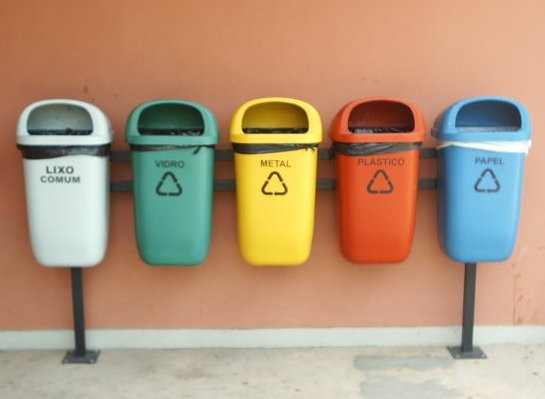
Coletores para a coleta seletiva de resíduos recicláveis e não-recicláveis.

Coleta seletiva ou recolha seletiva é o termo utilizado para o recolhimento dos materiais que são possíveis de serem reciclados, previamente separados na fonte geradora. Dentre estes materiais recicláveis podemos citar os diversos tipos de papéis, plásticos, metais e vidros.
Frequentemente associada à separação e reciclagem, a coleta seletiva vai além de um simples recolhimento diferenciado do lixo. Trata-se de um ciclo que começa com a geração e descarte dos resíduos e se completa quando o material reciclável é reintegrado em um processo produtivo.

### Brasil:
A pioneira iniciativa brasileira de coleta seletiva, apesar de não ter sido documentada, ocorreu em São Paulo nos anos 1960. Em 1978, uma tentativa similar foi realizada em Porto Alegre (RS) e, em 1985, nos municípios de Niterói (RJ) e Pindamonhangaba (SP).

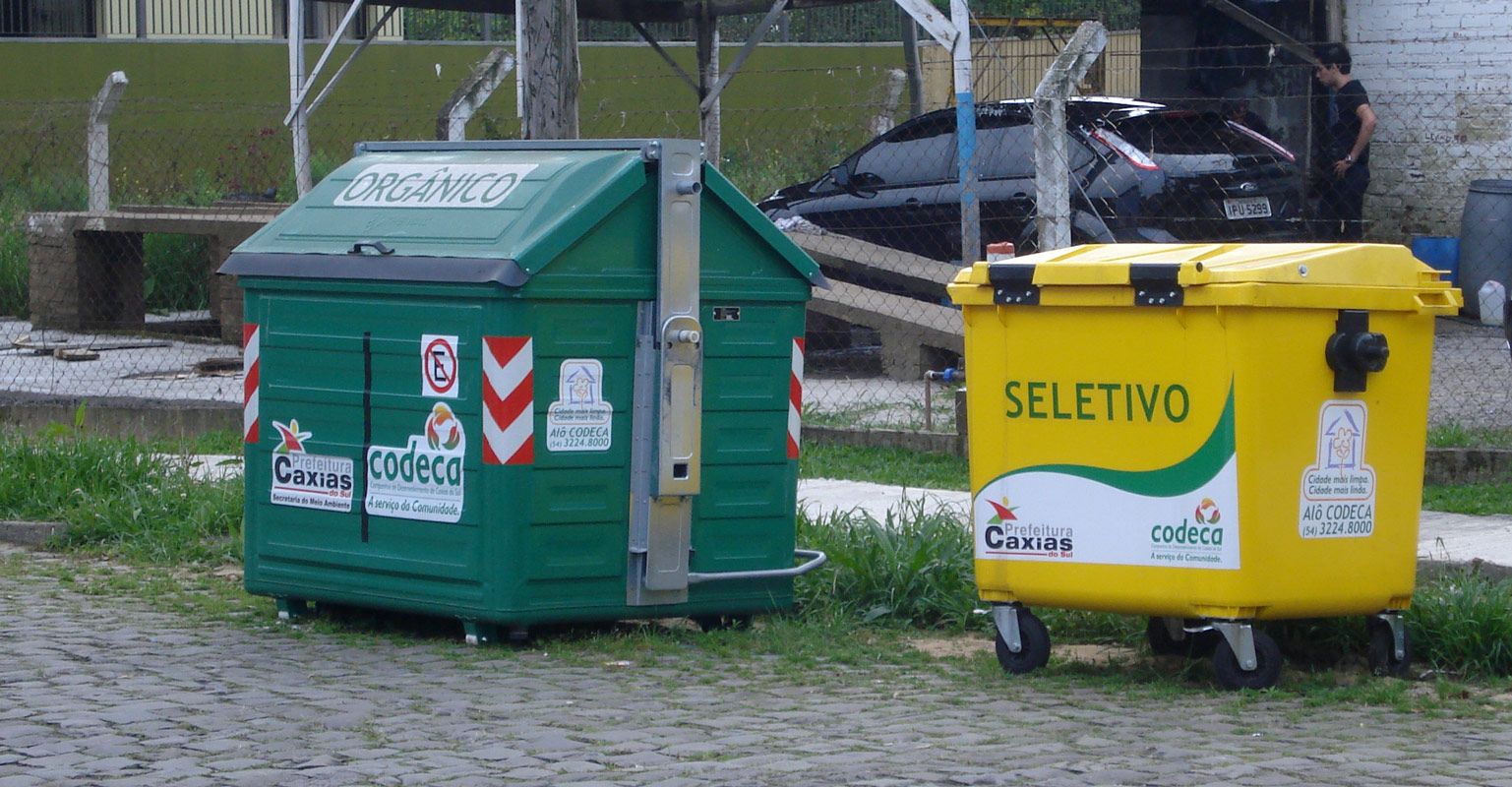
Recipientes de coleta seletiva em Caxias do Sul

Conforme a Política Nacional de Resíduos Sólidos, a implementação da coleta seletiva é uma responsabilidade dos municípios. As metas relacionadas à coleta seletiva devem ser incluídas no conteúdo mínimo exigido nos planos de gestão integrada de resíduos sólidos municipais.

### Em Portugal:[5]
Os recipientes destinados ao depósito de lixo denominam-se ecopontos. Estes destinam-se à recolha seletiva de resíduos sólidos urbanos (RSU) para posterior reciclagem.
- Azul: designa-se por Papelão, destinado ao papel e cartão;
- Verde: designa-se por Vidrão, destinado às embalagens de vidro;
- Amarelo: designa-se por Embalão, destinado às embalagens de plástico e metal;
- Vermelho: designa-se por Pilhão, destinado às pilhas.